# Chaptelat
Chaptelat is een gemeente in het Franse departement Haute-Vienne (regio Nouvelle-Aquitaine) en telt 1556 inwoners (2005). De plaats maakt deel uit van het arrondissement Limoges.
Eligius werd in Chaptelat geboren.

## Geografie
De oppervlakte van Chaptelat bedraagt 17,9 km², de bevolkingsdichtheid is 86,9 inwoners per km².
De onderstaande kaart toont de ligging van Chaptelat met de belangrijkste infrastructuur en aangrenzende gemeenten.

## Demografie
Onderstaande figuur toont het verloop van het inwonertal (bron: INSEE-tellingen).

## Geboorteplaats van...
Chaptelat is de geboorteplaats van:
- St. Eloy (ca. 588-590)